# Kevin Jubinville
Kevin Jubinville (* 28. April 1967 in Kingston, Ontario) ist ein kanadischer Schauspieler.

## Leben
Jubinville wurde am 28. April 1967 in Kingston geboren. Nach einer Nebenrolle im Fernsehfilm Partners 'n Love und verschiedenen Episodenrollen in Fernsehserien zu Beginn der 1990er Jahre, erhielt er 1995 mit der Rolle des Nat Lester in der Fernsehserie Das Mädchen aus der Stadt seine erste größere Besetzung. Größere Serienrollen übernahm er am Anfang der 2000er Jahre in RoboCop: Prime Directives, Leap Years und Playmakers. Von 2001 bis 2004 stellte er in der Fernsehserie Doc in 19 Episoden die Rolle des Captain Stephen Doss dar. Von 2007 bis 2008 spielte er die Rolle des Officer Bob Venton in der Fernsehserie Rabbit Fall – Finstere Geheimnisse. 2001 verkörperte er im Film Runaway Jane – Allein gegen alle die Rolle des Kurt Simmons. Im Folgejahr war er in Dass du ewig denkst an mich als Allan Grant zu sehen. 2006 spielte er in Solar Attack – Der Himmel brennt die Rolle des Brad Stamp und 2007 folgte in Zwexies – Die Zwillingshexen zum Zweiten eine Besetzung als Aron.

## Filmografie (Auswahl)
- 1992: Partners 'n Love (Fernsehfilm)
- 1993: Catwalk (Fernsehserie, Episode 1x24)
- 1993: The Hidden Room (Fernsehserie, Episode 2x10)
- 1993: Zerbrochenes Vertrauen (Shattered Trust: The Shari Karney Story, Fernsehfilm)
- 1993: Tropical Heat (Sweating Bullets, Fernsehserie, Episode 3x36)
- 1993: John F. Kennedy – Wilde Jugend (J.F.K.: Reckless Youth, Miniserie, 2 Episoden)
- 1993–1996: Kung Fu – Im Zeichen des Drachen (Kung Fu – The Legend Continues, Fernsehserie, 4 Episoden, verschiedene Rollen)
- 1994: P.C.U. – Zwei Chaoten auf dem Campus (PCU)
- 1994: Nick Knight – Der Vampircop (Forever Knight, Fernsehserie, Episode 2x02)
- 1994: The Passion of John Ruskin (Kurzfilm)
- 1995: Liberty Street (Fernsehserie, Episode 1x07)
- 1995: Das Mädchen aus der Stadt (Road to Avonlea, Fernsehserie, 4 Episoden)
- 1995: Heritage Minutes (Miniserie, Episode 4x12)
- 1995: Kein Mann ist perfekt (Waiting for Michelangelo)
- 1995: Wildes Land – The Outlaw Years (Lonesome Dove: The Outlaw Years, Miniserie, Episode 1x11)
- 1995: Net Worth (Fernsehfilm)
- 1995: Bach's Fight for Freedom
- 1996: Amy und die Wildgänse (Fly Away Home)
- 1996: PSI Factor – Es geschieht jeden Tag (PSI Factor – Chronicles of the Paranormal, Fernsehserie, Episode 1x04)
- 1996: Ein Leben in Schande – Die ganze Welt schaut auf Dich (Talk to Me, Fernsehfilm)
- 1996: F/X (Fernsehserie, Episode 1x09)
- 1997: Running out II – Der Countdown läuft weiter (No Contest 2)
- 1997: Uncle (Kurzfilm)
- 1998: Sindbads Abenteuer (The Adventures of Sinbad, Fernsehserie, Episode 2x13)
- 1998: Power Play (Fernsehserie, Episode 1x06)
- 1998: Scandalous Me: The Jacqueline Susann Story (Fernsehfilm)
- 1999: Geraubtes Glück (Ultimate Deception, Fernsehfilm)
- 1999: Total Recall 2070 (Fernsehserie, 3 Episoden)
- 1999: Prisoner of Love
- 1999: The City (Fernsehserie, 2 Episoden)
- 2000: The Courage to Love (Fernsehfilm)
- 2000: Common Ground (Fernsehfilm)
- 2000: A Tale of Two Bunnies (Fernsehfilm)
- 2000: Finding Buck McHenry (Fernsehfilm)
- 2000: Code Name: Eternity – Gefahr aus dem All (Code Name: Eternity, Fernsehserie, Episode 1x08)
- 2000: Strong Medicine: Zwei Ärztinnen wie Feuer und Eis (Strong Medicine, Fernsehserie, Episode 1x01)
- 2000: Jett Jackson (Fernsehserie, Episode 3x13)
- 2000: Zweimal im Leben (Twice in a Lifetime, Fernsehserie, Episode 2x13)
- 2000: Livin’ For Love: The Natalie Cole Story (Fernsehfilm)
- 2000–2001: Relic Hunter – Die Schatzjägerin (Relic Hunter, Fernsehserie, 2 Episoden, verschiedene Rollen)
- 2001: RoboCop: Prime Directives (Fernsehserie, 4 Episoden)
- 2001: Full Disclosure
- 2001: Mutter unter Beschuss (Snap Decision, Fernsehfilm)
- 2001: Focus
- 2001: Leap Years (Fernsehserie, 5 Episoden)
- 2001: Flug 534 – Tod über den Wolken (Rough Air: Danger on Flight 534, Fernsehfilm)
- 2001: Mutant X (Fernsehserie, Episode 1x06)
- 2001: The Wonderful World of Disney (Fernsehserie, Episode 44x05)
- 2001: Runaway Jane – Allein gegen alle (Jane Doe, Fernsehfilm)
- 2001–2004: Doc (Fernsehserie, 19 Episoden)
- 2002: Mission Erde – Sie sind unter uns (Earth: Final Conflict, Fernsehserie, Episode 5x19)
- 2002: The Bail
- 2002: Dass du ewig denkst an mich (All Around the Town, Fernsehfilm)
- 2002: Street Time (Fernsehserie, Episode 1x07)
- 2003: Blue Murder (Fernsehserie, Episode 3x07)
- 2003: Nightwaves (Fernsehfilm)
- 2003: Playmakers (Fernsehserie, 6 Episoden)
- 2004: Kevin Hill (Fernsehserie, Episode 1x06)
- 2005: Die Eisprinzessin (Ice Princess)
- 2005: Tagebuch für Nicholas (Suzanne’s Diary for Nicholas, Fernsehfilm)
- 2005: Wild Card (Fernsehserie, Episode 2x16)
- 2006: The House
- 2006: Solar Attack – Der Himmel brennt (Solar Strike, Fernsehfilm)
- 2006: Citizen Duane
- 2006: Angela Henson – Das Auge des FBI (Angela’s Eyes, Fernsehserie, Episode 1x12)
- 2006: A Lobster Tale
- 2006: American Pie präsentiert: Nackte Tatsachen (American Pie Presents: The Naked Mile)
- 2007: Demons from Her Past (Fernsehfilm)
- 2007: Trügerische Freiheit – Der Mörder wartet auf dich (Framed for Murder, Fernsehfilm)
- 2007: 'Til Death Do Us Part (Fernsehserie, Episode 1x05)
- 2007: Everything Is Connected (Kurzfilm)
- 2007: She Drives Me Crazy (Fernsehfilm)
- 2007: Zwexies – Die Zwillingshexen zum Zweiten (Twitches Too, Fernsehfilm)
- 2007–2008: Rabbit Fall – Finstere Geheimnisse (Rabbit Fall, Fernsehserie, 14 Episoden)
- 2008: For the Love of Grace (Fernsehfilm)
- 2008: Roxy Hunter and the Myth of the Mermaid (Fernsehfilm)
- 2008–2009: Degrassi: The Next Generation (Fernsehserie, 14 Episoden)
- 2009: The Velveteen Rabbit
- 2009: Flashpoint – Das Spezialkommando (Flashpoint, Fernsehserie, Episode 2x09)
- 2009: Degrassi Goes Hollywood (Fernsehfilm)
- 2009: Death Warrior
- 2009: The Border (Fernsehserie, Episode 3x10)
- 2010: Turn the Beat Around (Fernsehfilm)
- 2010: Haven (Fernsehserie, Episode 1x01)
- 2010: Clown Therapy (Kurzfilm)
- 2011: The Listener – Hellhörig (The Listener, Fernsehserie, Episode 2x03)
- 2011: Good Dog (Fernsehserie, Episode 1x04)
- 2011: Die Kennedys (The Kennedys, Miniserie, Episode 1x03)
- 2011: Breakout Kings (Fernsehserie, Episode 1x11)
- 2011: Mayday – Alarm im Cockpit (Air Crash Investigation/Mayday/Air Disaster, Fernsehdokuserie, Episode 11x03)
- 2011: Highschool Halleluja (Fernsehserie, Episode 2x15)
- 2011: Murdoch Mysteries – Auf den Spuren mysteriöser Mordfälle (Murdoch Mysteries Fernsehserie, Episode 4x05)
- 2012: Republic of Doyle – Einsatz für zwei (Republic of Doyle, Fernsehserie, Episode 3x07)
- 2012: Seven Years (Kurzfilm)
- 2012: Suits (Fernsehserie, Episode 2x04)
- 2012: Offline
- 2012: Transporter: Die Serie (Transporter: The Series, Fernsehserie, Episode 1x10)
- 2013: Nikita (Fernsehserie, Episode 3x22)
- 2013: Fir Crazy (Fernsehfilm)
- 2013: Played (Fernsehserie, Episode 1x11)
- 2014: Remedy (Fernsehserie, Episode 1x09)
- 2014: Covert Affairs (Fernsehserie, Episode 5x10)
- 2015: A Wish Come True (Fernsehfilm)
- 2016: Murdoch Mysteries – Auf den Spuren mysteriöser Mordfälle (Murdoch Mysteries Fernsehserie, Episode 9x11)
- 2016: 11.22.63 – Der Anschlag (11.22.63, Miniserie, Episode 1x01)
- 2016: Private Eyes (Fernsehserie, Episode 1x01)
- 2016: Die Erfindung der Wahrheit (Miss Sloane)
- 2017: The Girlfriend Experience (Fernsehserie, Episode 2x03)
- 2018: Condor (Fernsehserie, Episode 1x04)
- 2018: Frankie Drake Mysteries (Fernsehserie, Episode 2x03)
- 2018: Holly Hobbie (Fernsehserie, Episode 1x01)
- 2019: Georgetown
- 2019: When Hope Calls (Fernsehserie, Episode 1x08)
- 2020: Kim's Convenience (Fernsehserie, Episode 4x13)

## Synchronisationen (Auswahl)
- 2009: 7 Diamonds (Kurzfilm, Sprechrolle)
- 2019: Tom Clancy’s Ghost Recon Breakpoint (Computerspiel)